# Torony (heraldika)
A torony a címertanban az épületek és építmények közé tartozó magas, stilizált címerkép. Nem tévesztendő össze a sakkjáték heraldikai bástyájával, noha a bástya a torony szinonimájaként is használatos. A magyar címerleírásokban szereplő bástyákon általában tornyot kell érteni. Változatos alakban fordul elő a nemesi, városi és megyei címerekben, oromzatos-lőréses csúccsal, sokszor tetővel, leggyakrabban kapuval (nyitott vagy zárt kapuajtókkal, védőráccsal vagy anélkül) és néhány ablakkal. A városi címerekben város- vagy várfalon is gyakran előfordul. Ha a tornyon kupola vagy a tetőn kívül oromzat is látható, a címerleírásban külön meg kell említeni.
A Tornallyai család és Tornalja város címerében a torony beszélő címerkép: "hármas sziklacsúcson rovátkos bástya áll". A Bornemisza család címerében "oromzatos várkaputorony" látható. Czompor Gergely, gömöri alispán (1540-1556) címere ugyanaz, mint később a megyéé: hármas ormójú, kapus bástyatorony, mely fölött koronás sas áll. Három torony van Havanna címerében.
A heraldikában másféle tornyok is előfordulhatnak, mint pl. a világítótorony, a templomtorony stb., de ezeknek általában külön nevük van és az alakjuk is jellegzetes, ezért jól elkülöníthetők a bástyatornyoktól.

## A torony szimbolikája
A világmindenség, a bűnnek ellenálló erőd, az égbe törő vágyak, a világítótorony a révbe érkezés, a példamutató vallásos élet jelképe. Szent Borbála attribútuma háromablakos torony.

## Kapcsolódó szócikk
- Bástya (heraldika)